# بيتر بالدوين (مخرج)
بيتر بالدوين (بالإنجليزية: Peter Baldwin)‏ (ولد 11 يناير 1931 - 19 نوفمبر 2017) هو مخرج ومنتج وكاتب سيناريو أمريكي وهو حائز على جائزة إيمي في عام 1989 عن The Wonder Years.

## وصلات خارجية
- بيتر بالدوين على موقع IMDb (الإنجليزية)
- بيتر بالدوين على موقع ألو سيني (الفرنسية)
- بيتر بالدوين على موقع أول موفي (الإنجليزية)
- بيتر بالدوين على موقع قاعدة بيانات برودواي على الإنترنت (الإنجليزية)
- بيتر بالدوين على موقع قاعدة بيانات الأفلام السويدية (السويدية)
- بيتر بالدوين على موقع قاعدة بيانات الفيلم (الإنجليزية)
- بيتر بالدوين على موقع كينوبويسك (الروسية)
- بيتر بالدوين على موقع كينوبويسك (الروسية)

صفحته على imdb